# Lista de prefeitos de Petrolina
Esta lista de prefeitos do município de Petrolina no estado de Pernambuco, compreende todas as pessoas que tomaram posse definitiva da chefia do executivo municipal em Petrolina e exerceram o cargo como prefeitos titulares, além de prefeitos eleitos cuja posse foi em algum momento prevista pela legislação vigente. Prefeitos em exercício que substituíram temporariamente o titular não são considerados para a numeração mas estão citados em notas, quando aplicável.
O cargo foi criado em Pernambuco com a promulgação da constituição estadual de 1891, que fixou o mandato de três anos para prefeito, subprefeito e conselheiros municipais. Antes disso, no império, o chefe do poder executivo municipal era o presidente da câmara, que exercia simultaneamente as funções e era escolhidos por seu pares. Essas configurações politicas eram exclusivas para locais reconhecidos como vila ou cidade, Petrolina só obteve o estabelecimentos dessa instituições e da autonomia politica trazida por elas somente em 1895, quando lhe foi concedido o status de cidade pela Assembleia Legislativa de Pernambuco.
Atualmente o cargo segue as delimitações determinadas na Constituição Federal de 1988 e na Lei Orgânica do Município de Petrolina, tais como mandato de 4 anos, com direito a concorrer à reeleição e posse no 1º de janeiro do ano seguinte a realização das eleições que devem sempre ocorrer no primeiro domingo de outubro no ultimo ano do mandato.

## Histórico do cargo

### Republica Velha (1889 ate 1930)
Nesse período histórico a constituição federal era extremamente vaga sobre o papel e órgãos municipais , delegando as Unidade da federação o papel de legislar sobre o tema. Diferentemente de hoje os estados eram mais forte e poderoso do que a própria União (chamada de política dos govenadores), assim sendo era de suma importância manter boas relações com o governo estadual, ainda mais para um município pequeno e sem renda para se manter. Petrolina conquistou sua emancipação politica em 1895 após aprovação do Congresso Estadual, foram instalada na cidade os três órgãos responsáveis pela gestão do município segundo a Constituição Politica do Estado de Pernambuco 1891 sendo eles os juízes distritais, Conselho Municipal formando por 5 ou 9 membros a depender da categoria que se enquadrava de vila ou cidade e o executivo municipal (por vezes chamada de Intendência) exercido pelo prefeito, subprefeito todas eleitos com o mandato de 3 anos sem o direito a reeleição. A eleições era na verdade basta restritas e as escolhas para quem seria prefeito ou subprefeitos dos distritos se dava em acordo entre os coronéis havendo replica da politica nacional.
A uma fato interessante e único na historia, pela primeira vez que a cidade teve o seu prefeito denunciado enquanto no exercício da função foi o José Francisco de Albuquerque Cavalcanti, ele foi denunciado juntamente com seu filho por homicídio.

### Era Vargas (1930 ate 1945)
Com o sucesso revolução de 1930 em tomar o poder o então prefeito foi derrubado por ser apoiador do regime que caiu e em seu lugar foi nomeado pelo interventor federal Carlos de Lima Cavalcanti o ex-prefeito e medico muito querido pela população o Dr. Pacifico da Luz, com o isso ele se tornou o prefeito que mais tempos governou a cidade. Pacifico da Luz governou do inicio da revolução ate a realização das eleições municipais estabelecidas pela Constituição 1934 e Constituição Estadual de 1935. As eleições ocorreram em 2 de agosto de 1936 elegendo o Dr. Jose Cardoso de Sá sendo ele candidato único pela chapa Petrolina Unida com 489 votos, foram eleitos também nove vereadores sendo oito da chapa Petrolina Unida e um da chapa Integralismo mas devido ao Estado Novo uma regime ditatorial instaurado por Getúlio Vargas tiveram seu mandas cassado e novamente o prefeito voltou a ser nomeado pelo interventor federal indicado pelo presidente Getúlio Vargas assim se seguiu ate a promulgação da Constituição de 1946.

### República Populista (1946 ate 1964)
Com a promulgação da Constituição de 1946 que estabelecia eleições limpas e com ampliação do eleitorado a cidade começou a observa o nascimento da democracia as disputas pelo poder eram concentrado em dois grupos. De uma lado está João Barracão, apelido dado ao João Ferreira da Silva, comerciante de origem simples mas que havia fez fortuna e era um dos líderes políticos da época. Já o outro grupo era liderado pelo fazendeiro e empresário Clementino de Souza Coelho de família rica consegue aumentar sua influência tornado-se um  dos mais ricos e poderosos da cidade. Nessa primeira eleição da Quarta República quem se saiu vitorioso foi Joao Barracão conta o Jose Fernandes Coelho (genro de Clementino), a oposição elegeu a maioria na Câmara Municipal mas mesmo assim prefeito Joao Barracão sai consagrado ao final de sua gestão.
O segundo eleito, foi escolhido por intermédio de um acordo costurado pelo então govenador Agamenon Magalhães que acertou uma chapa única para prefeito e a divisão das vagas na Câmara Municipal mas com a perda de apoio, tanto do govenador quanto do grupo de João Barracão, Ulisses Lustosa se viu obrigado a renunciar, porque se viu sem saída pois o govenador o boicotava segundo relatos de deputados estaduais em discurso na Assembléia no dia seguinte ao anúncio da renúncia. Ficando como prefeito interino um aliado de Joao barracão, na eleição suplementar o grupo de Joao Barracão se saiu vitorioso pois ele consegui elegeu seu sobrinho como prefeito para completa o mandato. A Constituição Estadual 1947 extinguiu o Conselho Municipal e renomeou de Câmara Municipal, estabeleceu o mandato de 4 anos para prefeito, vice prefeito e vereadores.

#### Inicio do domínio da família Coelho
Junto a conclusão do mandato tampão de José Almeida da Silva também teve fim polarização e se estabeleceu o domínio politico da família Coelho, com a morte de Clementino seu filho Nilo Coelho acende como novo líder do grupo e da cidade. Elegendo seu irmão José de Souza Coelho prefeito e já como deputado federal Nilo faz da cidade seu feudo politico e desde desse período ate os dias atuais os destinos politico de Petrolina passa pela mão de alguém com o sobrenome Coelho. Em seguida foi eleito o seu cunhado Luiz Augusto Fernandes, na eleição subsequente reeleito para um segundo mandato não consecutivo José Coelho.

### Ditadura Civil-Militar (1964 ate 1985)
Assim que que o golpe 1964 foi consumado a Família Coelho não sofreu qual alteração ou embaraço pois logo se aliou com o grupo que assumia o governo federal e derrubava o então governador Miguel Arraes do cargo. Como eram aliados logo filiaram-se a ARENA partido que dava sustentação politica ao regime, o então prefeito José Coelho não foi cassado pelo contrário teve seu mandato prorrogado.
Nilo Coelho foi escolhido governador em em 1966 aumentado sua relevância e fazendo vultuosos investimentos na cidade como projetos irrigado e o porto fluvial entre outros. Durante o período da ditadura todos os prefeitos ou eram irmãos de Nilo Coelho ou tinha seu apoio como foi o caso de Simão Durando e Diniz Cavalcanti, não havendo em muitos casos nem candidatos de oposição pois já se sabia o resultado do eleito antes mesmo do pleito.
A morte de Nilo Coelho o então presidente do Senado Federal em 1983 marca a oligarquia pois a falta de líder que os unisse dar inicio a uma disputa internas entre seus irmãos e sobrinhos.

### Nova Republica (1985 - presente)
Como o fim do regime autoritário e a promulgação sexta Constituição da Republica que determinava a realização de eleições municipais em todo o país em 1988, esse período ficou marcada na cidade pela disputas interna acirrada na Família Coelho. Um lado tinha como líder o Paulo Coelho representado na politica por seu filho Fernando Bezerra Coelho e o outra lado era liderado pelo seu irmão o deputado Osvaldo Coelho. Na primeira eleição regida pela Nova constituição, quem venceu foi Guilherme Coelho filho de Osvaldo Coelho, sendo o mais jovem eleito na historia da cidade. Os eleitos em 1988 tinha a obrigação de formula um nova lei orgânica que cumprisse com requisitos legais do novo ordenamento jurídico, foi um período de transição entre o velho e autoritário regime para um novo e democrático.
O inicio desse período ficou marcado pela alternância entre os primos Fernando Coelho e Guilherme Coelho, até a renúncia de Fernando em 2006 a cidade não tinha sido governada por alguém de fora da família. Com aprovação da emenda constitucional n° 16 que permitia a reeleição já vigorando na eleição municipal de 2000 havia a possibilita do primeiro embate direto entre a família pois o então prefeito Guilherme Coelho poderia ter buscado sua reeleição contra o seu primo Fernando Bezerra mas sua mal avalição o fez desiste de lança candidatura, sendo eleito prefeito em 2000 e o primeiro reeleito em 2004 para um mandato consecutivo Fernando
A renuncia Fernando em 2006 possibilitou a acessão do vice-prefeito Odacy Amorim, primeiro prefeito desde de 1973 e do novo período constitucional sem o sobre nome Coelho. Na sucessão de 2008 a cidade elegeu seu primeiro prefeito sem ser membro da família Coelho, o prefeito Júlio Lóssio eleito e reeleito respectivamente em 2008 e 2012 contando com apoiado lado liderado por Osvaldo Coelho.
Após esse breve período 10 anos a prefeitura voltou a ter sob seu comando um integrante da família, sendo eleito em 2016 e reeleito em 2020 Miguel Coelho que renunciou março de 2022 para se candidata governo do estado, sucedendo-o seu vice Simão Durando filho do ex-prefeito com o mesmo nome.

## Eleições
O prefeito é eleito por sufrágio universal, secreto, direto, em pleito simultâneo em todo o País, realizado a cada quatro anos, no primeiro domingo de outubro.
E trinta dias após tem lugar o segundo turno, se o eleito em primeiro lugar não atingir 50% dos votos válidos mais um voto, no caso de municípios com mais de duzentos mil eleitores.
Conforme a legislação eleitoral atual no Brasil, para tornar-se elegível, exige-se uma série de requisitos;
- Possuir nacionalidade brasileira ou portuguesa (neste caso, o cidadão português deve se encontrar amparado pelo Estatuto de Igualdade entre Portugueses e Brasileiros);
- Título de eleitor em dia e estar em gozo pleno do exercício dos direitos políticos;
- Domicilio eleitoral na circunscrição na qual o candidato se apresenta;
- Filiação partidária;
- Ser alfabetizado (tópico invalidado pela atual constituição brasileira de 1988);
- Desincompatibilização de cargo público - Se ocupa um cargo público, deve sair seis meses antes das eleições e voltar, caso possa, só após seis meses ao pleito eleitoral;
- Renúncia de outro mandado até seis meses antes do pleito e não ser parente afim ou consanguíneo, até segundo grau, ou cônjuge de titular de cargo eletivo; pode, entretanto, ser candidato à reeleição (artigo 14 da Constituição);

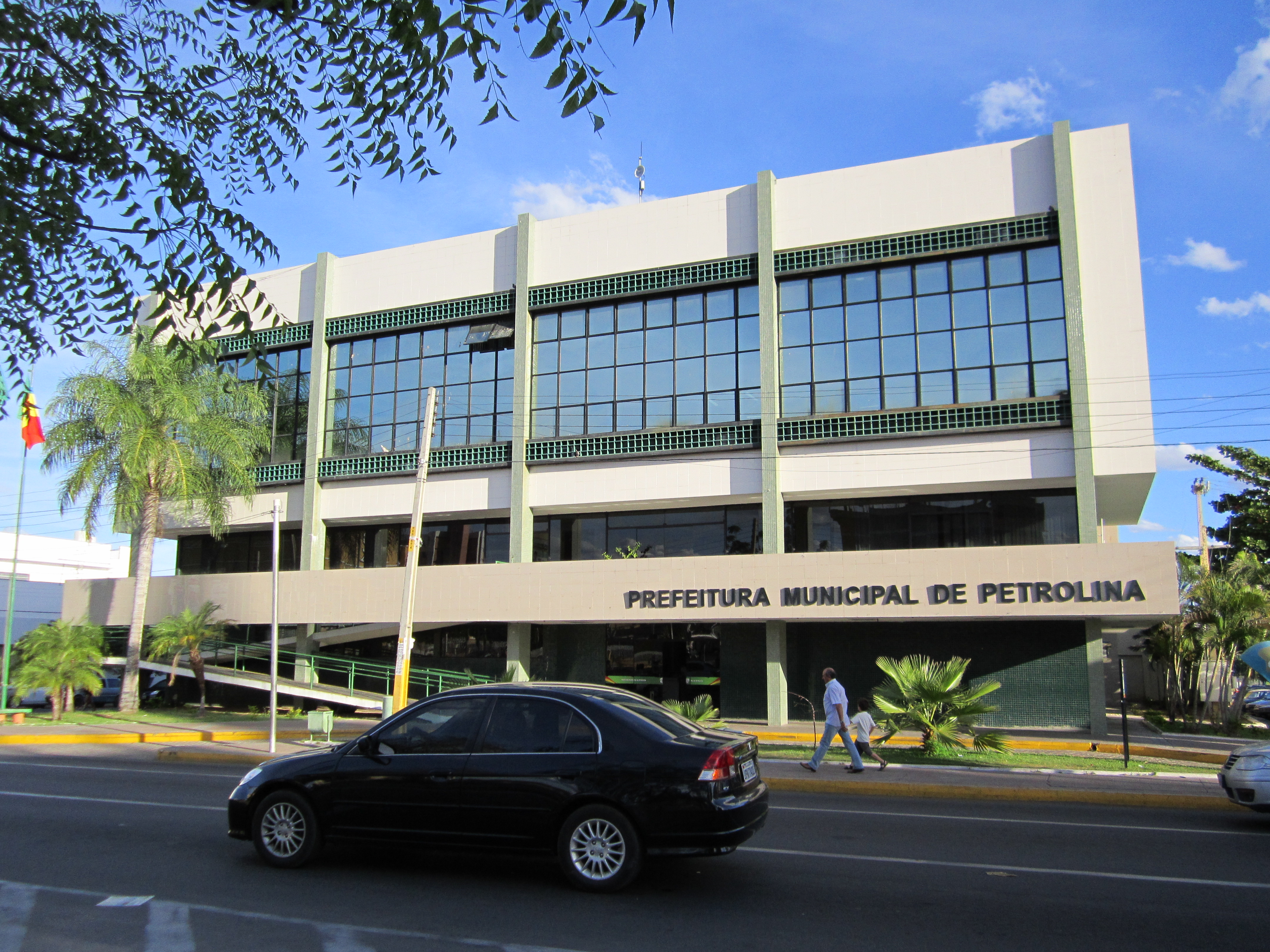
Sede do poder executivo Municipal

- Ter idade mínima de 21 anos.

## Lista de prefeitos
|      |     | Prefeito(a)                              | Imagem                  | Período do mandato (duração do mandato)                                       | Partido          | Vice-Prefeito(a)                | Observação                                                     | Fontes                 |
| ---- | --- | ---------------------------------------- | ----------------------- | ----------------------------------------------------------------------------- | ---------------- | ------------------------------- | -------------------------------------------------------------- | ---------------------- |
|      | 1°  | Manoel Francisco de Souza Júnior         |                         | 21 de setembro de 1895 até 15 de novembro de 1895 (1 mês e 25 dias)           |                  | Febrônio Martins de Souza       |                                                                | [ 2 ] [ 3 ] [ 4 ]      |
|      | 2°  | Agostinho Albuquerque Cavalcante         |                         | 15 de novembro de 1895 até 15 de novembro de 1898 (3 anos)                    |                  |                                 |                                                                | [ 2 ]                  |
|      | 3°  | Lucindo Benício Rodrigues Coelho         |                         | 15 de novembro de 1898 até 15 de novembro de 1901 (3 anos)                    |                  |                                 |                                                                | [ 2 ]                  |
|      | 4°  | Ignácio Rodrigues Bonfim                 |                         | 15 de novembro de 1901 até 15 de novembro de 1904 (3 anos)                    |                  |                                 |                                                                | [ 2 ]                  |
|      | 5°  | José Francisco de Albuquerque Cavalcanti |                         | 15 de novembro de 1904 até 15 de novembro de 1907 (3 anos)                    |                  |                                 |                                                                | [ 2 ]                  |
|      | 6°  | José Figueira Cavalcanti                 |                         | 15 de novembro de 1907 até 15 de novembro de 1910 (3 anos)                    |                  | João Jose Amorim                |                                                                | [ 2 ]                  |
|      | 7°  | Crispiniano Crispim Coelho Brandão       |                         | 15 de novembro de 1910 até 15 de novembro de 1912 (2 anos)                    |                  |                                 |                                                                | [ 2 ]                  |
|      | 8°  | Antônio de Sant'Anna Filho               |                         | 15 de novembro 1912 até 15 de novembro de 1913 (1 ano)                        |                  | nenhum                          | Subprefeito, assumiu após a morte do titular.                  |                        |
|      | 9°  | Marcelino Sant'Anna                      |                         | 15 de novembro de 1913 até 15 de novembro de 1916 (3 anos)                    |                  | Clementino de Souza Coelho      |                                                                |                        |
|      | 10° | Otacílio Nunes de Souza                  |                         | 15 de novembro de 1916 até 15 de novembro de 1919 (3 anos)                    |                  | Antônio de Sant'Anna Filho      | Eleito em 1916                                                 | [ 2 ]                  |
|      | 11° | Pacífico Rodrigues da Luz                |                         | 15 de novembro de 1919 até 15 de novembro de 1922 (3 anos)                    |                  | Francisco Febronio de Souza     |                                                                | [ 2 ]                  |
|      | 12° | Alcides Padilha                          |                         | 15 de novembro de 1922 até 14 de junho de 1927 (4 anos e 7 meses)             |                  | João Dias Gomes                 | Eleito em 1922.                                                | [ 2 ] [ 5 ] [ nota 5 ] |
|      | 13° | Possídio Nascimento Coelho               |                         | 14 de junho de 1927 até 26 de setembro de 1927 (3 meses e 12 dias)            |                  | Clementino de Souza Coelho      | Eleito em 1927, ambos renunciaram.                             | [ 2 ]                  |
|      | 14° | João Francisco de Souza Filho            |                         | 26 de setembro de 1927 até 27 de julho de 1928                                |                  | nenhum                          | Presidente do Conselho Municipal                               | [ 2 ]                  |
|      | 15° | Honório Ferreira Sant'Anna               |                         | 27 de julho de 1928 até 1 de junho de 1930*                                   |                  | nenhum                          | Vice-Presidente do Conselho Municipal                          | [ 2 ]                  |
|      | 16° | Antônio Clementino Coelho                |                         | 1 de junho de 1930 até 6 de outubro de 1930                                   |                  | Antonio Santana Padilha         | Eleito em 1930                                                 | [ 2 ]                  |
|      | 17° | Pacífico Rodrigues da Luz                |                         | 6 de outubro de 1930 até 26 de agosto de 1936 (5 anos, 10 meses e 20 dias)    | PD               | nenhum                          | Nomeado pelo Interventor                                       | [ 2 ] [ 4 ]            |
|      | 18° | João Cardoso de Sá                       |                         | 26 de agosto de 1936 até 10 de dezembro de 1937 (1 ano, 3 meses e 14 dias)    | PD               | nenhum                          | Eleito em 1936                                                 | [ 2 ] [ 4 ]            |
|      | 19° | Pacífico Rodrigues da Luz                |                         | 10 de dezembro de 1937 até 31 de janeiro de 1945 (7 anos, 2 meses e 10 dias)  | PD               | nenhum                          | Nomeado pelo Interventor.                                      | [ 2 ] [ 4 ]            |
|      | 20° | Nestor Cavalcanti Figueiredo             |                         | 31 de janeiro de 1945 até 1 de março de 1947 (2 anos e 18 dias)               |                  | nenhum                          | Nomeado pelo Interventor.                                      | [ 2 ]                  |
|      | 21° | Joaquim André Cavalcanti                 |                         | 1° de março de 1947 até 8 de julho de 1947 (3 meses e 16 dias)                |                  | nenhum                          | Nomeado pelo Interventor.                                      | [ 2 ]                  |
|      | 22° | Raimundo Santana                         |                         | 8 de julho de 1947 até 15 de novembro de 1947 (4 meses e 7 dias)              |                  | nenhum                          | Nomeado pelo Interventor.                                      | [ 2 ]                  |
|      | 23° | João Ferreira da Silva (João Barracão)   |                         | 15 de novembro de 1947 até 15 de novembro de 1951 (4 anos)                    | PDC              | Joaquim André Cavalcanti        | Eleito em sufrágio universal em 1947                           | [ 2 ]                  |
|      | 24° | Ulisses Lustosa de Carvalho Pires        |                         | 15 de novembro de 1951 até 3 de junho de 1952 (6 meses e 19 dias)             | PSD              | nenhum                          | Eleito em 1951, renunciou.                                     | [ 2 ]                  |
|      | (-) | Alvaro Rocha                             |                         | 3 de junho de 1952 até 10 de setembro de 1952 (3 meses e 7 dias)              |                  | nenhum                          | Presidente da Câmara Municipal, assume como Prefeito interino. |                        |
|      | 25° | José Almeida da Silva                    |                         | 10 de setembro de 1952 até 15 de novembro de 1955 (3 anos, 10 meses e 5 dias) |                  | Francisco Raimundo de Souza     | Eleição suplementar                                            | [ 2 ]                  |
|      | 26° | José de Souza Coelho                     |                         | 15 de novembro de 1955 até 31 de janeiro de 1959                              | PR               | Raimundo Santana                | Eleito em 1955.                                                | [ 2 ]                  |
|      | 27° | Luiz Augusto Fernandes                   |                         | 31 de janeiro de 1959 até 15 de dezembro de 1963                              | PSD              | Diniz de Sá Cavalcanti          | Eleito em 1958.                                                | [ 2 ]                  |
|      | 28° | José de Souza Coelho                     |                         | 15 de dezembro de 1963 até 31 de janeiro de 1969                              | PSD/ARENA        | Diniz de Sá Cavalcanti          | Eleito em 1963                                                 | [ 6 ]                  |
|      | 29° | Simão Amorim Durando                     |                         | 31 de janeiro de 1969 até 31 de janeiro de 1973 (4 anos)                      | ARENA            | Washington Barros               | Eleito em 1968                                                 | [ 2 ]                  |
|      | 30° | Geraldo de Souza Coelho                  |                         | 31 de janeiro de 1973 até 31 de janeiro de 1977 (4 anos)                      | ARENA            | Nilberto Moura Leal             | Eleito em 1972                                                 | [ 2 ]                  |
|      | 31° | Diniz de Sá Cavalcante                   |                         | 31 de janeiro de 1977 até 31 de janeiro de 1983 (6 anos)                      | ARENA            | Lauriano Alves Correia          | Eleito em 1976                                                 | [ 2 ]                  |
|      | 32° | Augusto de Souza Coelho                  |                         | 1 de fevereiro de 1983 até 31 de dezembro de 1988 (5 anos e 11 meses)         | PDS/PFL          | Simão Amorim Durando            | Eleito em 1982                                                 | [ 2 ]                  |
|      | 33° | Guilherme Cruz de Souza Coelho           |                         | 1° de janeiro de 1989 até 31 de dezembro de 1992 (4 anos)                     | PFL              | Carlos Augusto Amariz Gomes     | Eleito em 1988                                                 | [ 2 ]                  |
|      | 34° | Fernando Bezerra Coelho                  |                         | 1° de janeiro e 1993 até 31 de dezembro de 1996 (4 anos)                      | PMDB             | Durval de Andrade Araújo        | Eleito em 1992                                                 | [ 2 ]                  |
|      | 35° | Guilherme Cruz de Souza Coelho           |                         | 1° de janeiro de 1997 até 31 dezembro de 2000 (4 anos)                        | PFL              | Marco Antônio de Oliveira Gomes | Eleito em 1996                                                 |                        |
|      | 36° | Fernando Bezerra Coelho                  |                         | 1° de janeiro de 2001 até 29 de dezembro de 2006 (5 anos, 11 meses e 28 dias) | PPS              | Isabel Cristina Oliveira        | Eleito em 2000                                                 |                        |
| PPS  | 36° | Fernando Bezerra Coelho                  | Odacy Amorim de Souza   | 1° de janeiro de 2001 até 29 de dezembro de 2006 (5 anos, 11 meses e 28 dias) | Reeleito em 2004 |                                 |                                                                |                        |
|      | 37° | Odacy Amorim de Souza                    |                         | 29 de dezembro 2006 até 31 de dezembro de 2008 (2 anos e 2 dias)              | PPS              | nenhum                          | Vice-Prefeito assumiu com a renúncia do titular.               | [ 2 ]                  |
|      | 38° | Júlio Lóssio                             |                         | 1° de janeiro de 2009 até 31 de dezembro de 2016 (8 anos)                     | PMDB             | Domingos Savio                  | Eleito em 2008.                                                | [ 2 ]                  |
| PMDB | 38° | Júlio Lóssio                             | Guilherme Coelho        | 1° de janeiro de 2009 até 31 de dezembro de 2016 (8 anos)                     | Reeleito em 2012 |                                 |                                                                |                        |
|      | 39° | Miguel Coelho                            |                         | 1º de janeiro de 2017 até 30 de março de 2022 (5 anos e 88 dias)              | PSB              | Luska Portela                   | Eleito em 2016                                                 | [ 2 ] [ 7 ]            |
| MDB  | 39° | Miguel Coelho                            | Simão Durando Filho     | 1º de janeiro de 2017 até 30 de março de 2022 (5 anos e 88 dias)              | Reeleito em 2020 |                                 |                                                                |                        |
|      | 40° | Simão Durando Filho                      |                         | 30 de março de 2022 até atualidade (3 anos e 73 dias até o momento)           | União Brasil     | nenhum                          | Vice-Prefeito assumiu com a renúncia do titula.                |                        |
|      | 40° | Simão Durando Filho                      | Ricardo Lundgren Coelho | 30 de março de 2022 até atualidade (3 anos e 73 dias até o momento)           | União Brasil     | Reeleito em 2024                |                                                                |                        |

1. Não foi levada em consideração possíveis mudanças partidárias, os partidos informados são os quais os prefeitos estavam filiados no momento da eleição ou quando tomaram posse do cargo.
2. * Datas com esse símbolo apontam imprecisão